# 不承诺放弃使用武力
不承诺放弃使用武力、决不承诺放弃使用武力是中華人民共和國政府對於中華人民共和國統一臺灣方針，解決臺灣問題时，使用的一个政治术语與基本思想。
1980年代以来，中国共产党和中华人民共和国政府以“和平统一、一国两制”为解决台湾问题的基本方针。同時在統一台灣的手段上，坚持决不承诺放弃使用武力，以防止外部势力的干涉。

## 历史
1980年代，邓小平作为中共中央的领导核心，提出一国两制解决台湾问题后，“和平统一、一国两制”一直是中華人民共和國政府的基本方针。同时，邓小平指出中华人民共和国政府不能作出不使用武力解决台湾问题的承诺，也决不能轻易使用武力:11—13。1993年9月，中华人民共和国政府发表第一份《台湾问题白皮书》，第三段“中国政府解决台湾问题的基本方针”提及，“和平统一是中国政府既定的方针。然而，每一个主权国家都有权采取自己认为必要的一切手段包括军事手段，来维护本国主权和领土的完整。中国政府在采取何种方式处理本国内部事务的问题上，并无义务对任何外国或图谋分裂中国者作出承诺。”:17
1995年1月30日，时任中共中央总书记江泽民发表话，即江八点，其中第四点：努力实现和平统一，中国人不打中国人。我们不承诺放弃使用武力，决不是针对台湾同胞，而是针对外国势力干涉中国统一和搞“台湾独立”的图谋的:17。2000年3月，时任中华人民共和国国务院总理朱镕基有相同说法，“我们从来不承诺放弃使用武力，但并不是针对台湾人民”，而“是针对外国的干涉势力和台湾岛内搞‘台独’的分裂势力的。”2001年，中共中央总书记江泽民在庆祝中国共产党成立八十周年大会讲话，表示“我们有最大的诚意努力实现和平统一，但不能承诺放弃使用武力”。
中共中央总书记习近平主政时期，多次重申决不承诺放弃使用武力。2019年发表的习五条中第三条，“我们不承诺放弃使用武力，保留采取一切必要措施的选项，针对的是外部势力干涉和极少数‘台独’分裂分子及其分裂活动，绝非针对台湾同胞”。2022年10月16日，中国共产党第二十次全国代表大会开幕会议，习近平报告时，所说内容相同。中华人民共和国官员亦有使用。

## 各方反应

### 中华人民共和国
有研究者视为中华人民共和国的主权权利:17。有研究者归入对台政策中的威慑政策。认为中華民國政府和“‘台独’势力之所以不敢公开正式宣布独立”，是受这一威慑的影响:28—29。

### 中华民国
2022年10月16日，中共中央总书记习近平在中共二十大开幕会议报告中，重申和平统一、不承诺放弃使用武力。时任行政院院長蘇貞昌接受媒体采访时表示，全世界的普世價值已是尊重彼此、包容多元，且一定要和平溝通，從來沒有講究武力者能夠獨霸天下，並舉俄羅斯侵略烏克蘭事件，後來演變成俄羅斯青年外逃、烏克蘭難民哭泣的狀況，認為武力是最不好的，中國始終將武力掛在嘴上、放在心中要對付台灣。[……]習近平應注意中國北京四通橋上的狼煙和抗議布條，而不是老想以武力對付台灣，台灣是由台灣人自己當家作主，前途也由台灣人自己決定。中華民國大陸委員會在10月27日舉行記者會，發布10月19日到23日的例行民調。此次民调中，针对10月16日习近平报告中的涉台主張，85.6%受调查者強烈反對其宣稱不承諾放棄使用武力、91.6%受调查者不認同中共以武力威脅台灣的作法。

## 备注
1. ↑  2022年10月19日至23日，國立政治大學選舉研究中心受中華民國大陸委員會委託进行民调，以電話訪問臺灣20歲以上成年民眾。有效樣本1096份，信賴度為95%，抽樣誤差在±2.96%[12]。